# Легато

Лига над нотами

Лега́то (итал. legato — связанно, плавно) в музыке — приём игры на музыкальном инструменте или в пении, связное исполнение звуков, при котором имеет место плавный переход одного звука в другой, пауза между звуками отсутствует. Легато показывает, что ноты играются или поются гладко и связно, переход от ноты к ноте происходит без какой-либо промежуточной паузы. Техника легато необходима для залигованного исполнения, но в отличие от связности (этот термин понимается для некоторых инструментов), не запрещает реартикуляцию. В нотной записи легато обозначается дугообразной линией — лигой, объединяющей ноты, исполняемые легато. Также может обозначаться словом legato около соответствующей группы нот.
Легато, как стаккато, является своего рода артикуляцией. Существует промежуточная артикуляция, называемая меццо стаккато или нон легато.

## Легато на музыкальных инструментах

### Классические струнные инструменты
Легато на скрипке — исполнение группы нот одним движением смычка без отрыва от струны. Причём не имеют значения ни певучесть фразы, ни длительность нот, из которых она состоит, ни динамика. Суть приёма именно в непрерывности ведения смычка в одну из сторон по струне. Даже две быстрых ноты, сыгранных на одном коротком движении смычка, считаются исполненными приёмом легато.
В музыке классических струнных инструментов легато — это артикуляция, часто ссылающаяся на полностью сыгранные ноты смычком, причём едва заметными короткими паузами. Это может быть достигнуто путём контролируемого движения запястья сгибающейся руки, часто с помощью замаскированного или расширенного вибрато. Такой стиль игры легато может быть также связан с использованием портаменто.
Существует несколько способов артикуляции, основанных на приёме legato:
- son file — медленное движение смычка, но с давлением на него,
- portato — ослабление либо давления смычка, либо его скорости перед каждым новым звуком

и т. д.

### Гитара

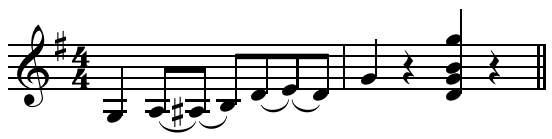
Мелодия в тональности соль мажор содержит и хаммер-оны, и пулл-офф

В гитарной терминологии легато называют также приём исполнения нот левой рукой без участия правой.

#### Виды гитарного легато
- Восходящее легато (hammer-on) исполняется следующим образом: после того как палец левой руки будет поставлен на нужный лад, палец правой руки извлекает звук, после чего палец левой руки опускается на лад выше, извлекая таким образом второй звук.
- В нисходящем легато (pull-off) наоборот: пальцы левой руки заранее расположены на нужных ладах, и после извлечения первого звука пальцем правой руки палец левой руки, прижимающий струну, стягивает её в низ под углом примерно 45 градусов к грифу и таким образом извлекает следующую ноту.
- Смешанное легато — это комбинированное исполнение восходящего и нисходящего легато в определённой последовательности.

В технике игры на гитаре легато является одним из основных штрихов, благодаря которому облегчается движение пальцев правой руки (для праворуких гитаристов), а фразировка приобретает выразительность. Упражнения на легато рекомендуются для развития силы и самостоятельности пальцев левой руки.
Некоторые гитаристы-виртуозы (в частности, Алан Холдсуорт и Шон Лэйн) развили свою технику легато так, что могут играть очень сложные пассажи, составленные из серий легато, в очень высоком темпе.
Холдсуорт избегает срывов (pull-off) из-за нежелательного искажения высоты ноты, когда струна стягивается чуть боком.
Несколько стуков и срывов подряд называются роллами. Быстрая серия стуков и срывов между одной парой нот называется трелью.
Часто гитаристы извлекают больше нот в пределах нотированной длительности, то есть играют квинтоли, секстоли и септоли вместо обычных делений длительности на два и четыре или триоли, что придаёт пассажу необычную пульсацию. Сыгранное быстро, такое усложнённое украшение, однако, менее выразительно, чем обычное легато.
В некоторых случаях легато трудно отличить на слух от двуручного тэппинга. Как правило, легато используется, чтобы добавить сглаженного, ровного звучания в пассажах.

### Синтезатор
В синтезаторах легато является одним из видов монофонического действия. В отличие от типичного монофонического режима, где каждая новая нота реартикулируется путём перезапуска генератора огибающей, в режиме легато функции не ретригированны, если новая нота играется «легато» (с ещё не нажатой предыдущей нотой). Это вызывает начальный переход от атаки и затухания фазы до звучания на всей последовательности нот в легато. Функции достижения стадии длительности остаются теми же, до тех пор пока последняя нота не будет отпущена.

### Вокал
В классическом вокале легато может быть определено как вытягивание устойчивых гласных звуков с минимальными перерывами между согласными. Обычно называемое «линией», хорошее, ровное легато по-прежнему необходимо для любой успешной классической певицы. Это ключевая характеристика вокального стиля бельканто, который преобладал среди учителей и певцов в течение 18-го века и первых четырёх десятилетий 19-го века. В западной классической вокальной музыке любая фраза, которая явно не выполнена в любой артикуляции знаков, например стаккато, как ожидается, будет «легато». Обычно наиболее распространённым вопросом в вокальном легато является понятие «линия» в регистрах.
Есть и другие, нетрадиционные, взгляды. Например Кендра Колтон, член вокального факультета Оберлинской консерватории, верит в разделение фраз на два или три отдельных слова, и добавление большой отдельной артикуляции между каждой единицей до любого слова, начинающегося с гласной.